# Лифшиц, Давид Владимирович
Давид Владимирович Лифшиц (1888—1941) — белорусский советский учёный-гигиенист.

## Биография
В 1923—1924 годах — заведующий отделом здравоохранения Ферганского областного совета. В 1920-е годы Давид Владимирович Лифшиц преподавал на кафедре социальной гигиены медицинского факультета Белорусского государственного университета, а после создания в 1930 году Минского государственного медицинского института (ныне — Белорусский государственный медицинский университет) стал в нём заведующим кафедрой социальной гигиены. Параллельно с преподавательской работой в институте возглавлял Институт организации здравоохранения и социальной гигиены. Был утверждён в звании профессора кафедры общественного здоровья и здравоохранения Минского государственного медицинского института.
Лифшиц активно исследовал проблемы организации и развития охраны здоровья населения, пути проведения профилактической работы на врачебных участках в сельской местности, подготовки специалистов в области медицины, санитарной статистики. Являлся автором большого количества научных работ. Лифшиц внёс большой вклад в развитие кафедры социальной гигиены Минского государственного медицинского института, которой руководил на протяжении одиннадцати лет. При нём были значительно расширены разделы курса социальной гигиены, опубликовано большое количество научных работ об организации медицинского обслуживания населения. В 1937 году на этой кафедре впервые появилась аспирантура.
В начале Великой Отечественной войны оказался в оккупации в Минске. Как еврей, Лифшиц был помещён в гетто. В августе 1941 года в числе трёх тысяч евреев, в основном представителей интеллигенции, он был вывезен немцами из лагеря и расстрелян.

## Сочинения
- Лифшиц Д. В. Вопросы режима экономии по линии здравоохранения, 1927.
- Лифшиц Д. В. Советское здравоохранение в БССР к 10-летию Октябрьской революции, 1927.
- Лифшиц Д. В. На путях единой советской медицины, 1927.
- Лифшиц Д. В. О состоянии здравоохранения в сельских местностях и местечках БССР, 1926.
- Лифшиц Д. В. К вопросу о советской реформе высшего медицинского образования", 1929.